# Mareuil-sur-Ourcq
Mareuil-sur-Ourcq é uma comuna francesa na região administrativa de Altos da França, no departamento de Oise. Estende-se por uma área de 10,14 km². Em 2010 a comuna tinha 1 635 habitantes (densidade: 161,2 hab./km²).